# Топоев, Андрей Алексеевич
Андрей Алексеевич Топоев (6 января 1925 года, аал Полтаков, Аскизского района, Хакасской автономной области — 1997, Абакан, Республика Хакасия) — живописец, книжный график. Член Союза художников СССР.
Участник Великой Отечественной войны

## Биография
Родился 6 января 1925 года в аале Полтаков Аскизского района. В 1941 году окончив среднюю школу работал заведующим сельским клубом в родном селе. В 1943 году был призван в Красную Армию. В 1951 году Топоев поступил в Ленинградское художественное училище им. В. А. Серова. В 1951 году после окончания училища возвращается в Абакан, где работает художником в газете «Ленин чолы». В 1959 году поступает в Ленинградский институт живописи, скульптуры и архитектуры им. И. Е. Репина на живописный факультет.
Умер в 1997 году в Абакане.

## Книжные иллюстрации
- Водяной и рыбак. Абакан. 1957
- Алтын Арчол. Абакан. 1957
- Мальчик в бочке. Абакан. 1957
- Н. Г. Доможаков В далёком аале. Абакан. 1960
- Антология хакасской поэзии. Абакан. 1960
- Алтон тайма (60 небылиц). Абакан. 1962
- Сказание о храбром Айдолае. Абакан. 1962
- Ф. Бурнаков Отец-дядя. Абакан. 1964
- В. Угдыжеков Здравствуй, земля родная. Абакан. 1966
- В. А. Кобяков, М. С. Коков Повести и рассказы. Абакан. 1969
- И. Костяков Моим друзьям. Абакан. 1971
- Хара паар. Абакан. 1979
- Г. Казачинова, А. Халларов Свадьба. Абакан. 1979
- Люди земли хакасской. Абакан. 1980
- М. Е. Кильчичаков Иролах. Абакан. 1980
- Митхас Туран Ветвистый тополь. Абакан. 1981
- К. Нербышев У синих утёсов. Абакан. 1983
- А. Халларов. Акай. Абакан. 1984